# Cryptocarya roemeri
Cryptocarya roemeri är en lagerväxtart som beskrevs av Carl Karl Adolf Georg Lauterbach. Cryptocarya roemeri ingår i släktet Cryptocarya och familjen lagerväxter. Inga underarter finns listade i Catalogue of Life.